# Informationsstelle für Arzneispezialitäten
Die Informationsstelle für Arzneispezialitäten – IFA GmbH mit Sitz in Frankfurt am Main wurde 1987 gegründet. Die IFA versteht sich als Informationsdienstleister für den deutschen Pharmamarkt.
Die Gesellschafter der IFA sind ABDA – Bundesvereinigung Deutscher Apothekerverbände, Bundesverband der Pharmazeutischen Industrie und Bundesverband des Pharmazeutischen Großhandels. Der Geschäftsführer ist seit 2024 André Maske. 

## Aufgaben
Die IFA vergibt in Deutschland auf Antrag Pharmazentralnummer sowie Pharmacy Product Number bzw. teilt diese zu. Sie ist als Issuing Agency (international anerkannte Vergabestelle) nach ISO/IEC Standards registriert und als Zuteilungsstelle für UDI gemäß den Verordnungen EU 2017/745 (MDR, Medizinprodukteverordnung) und EU 2017/746 (IVDR) benannt.

## Andere Länder
In Österreich werden alle Pharmazentralnummern für zugelassene Arzneimittel von der ARGE Pharma mit Sitz im Fachverband der Chemischen Industrie Österreichs vergeben. In der ARGE sind auch GS1 Austria und Herba Chemosan vertreten.

## Weblink
- IFA Frankfurt